# Impark Sommerfestival

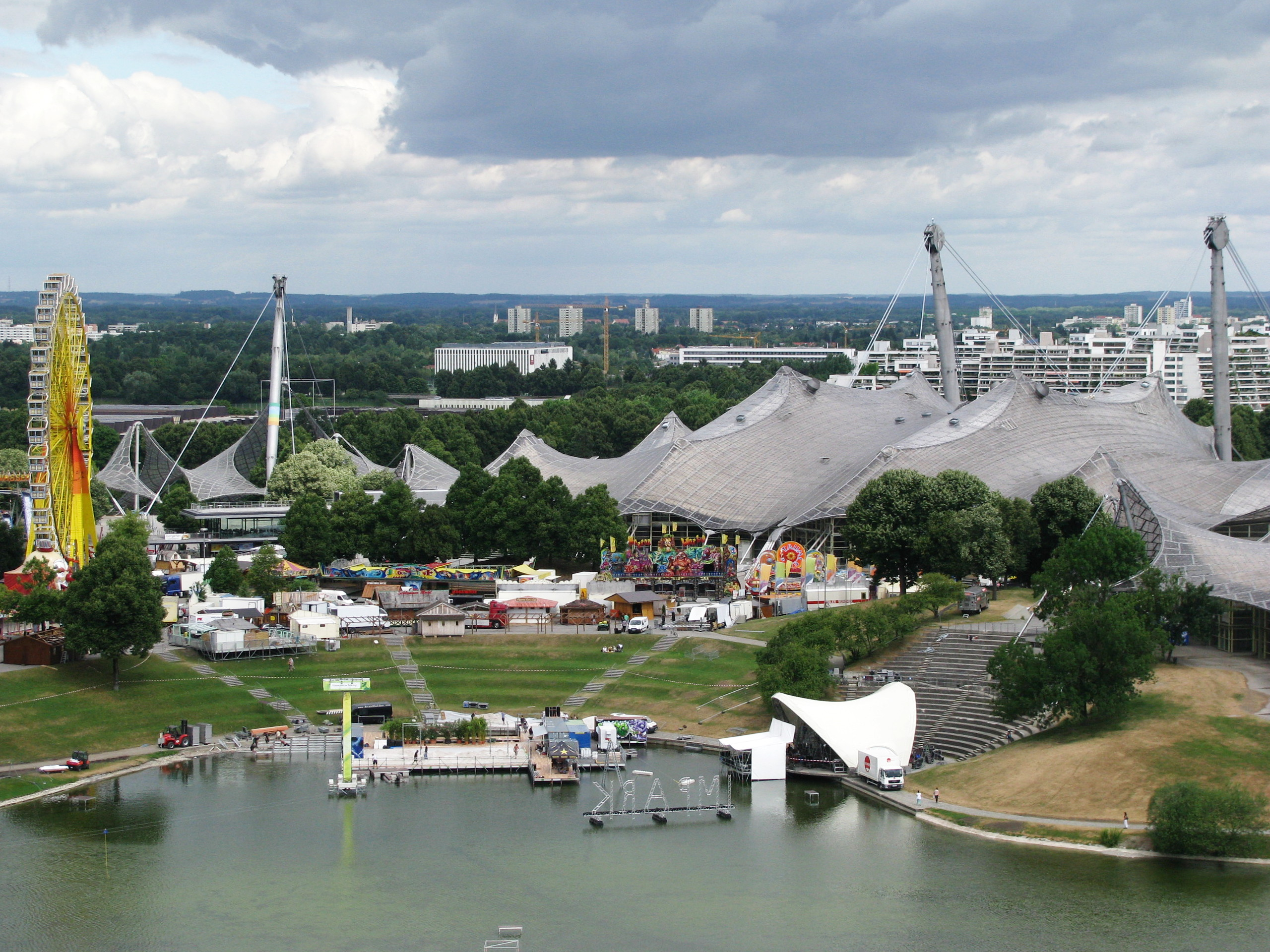
Blick vom Olympiaberg auf das Festgelände

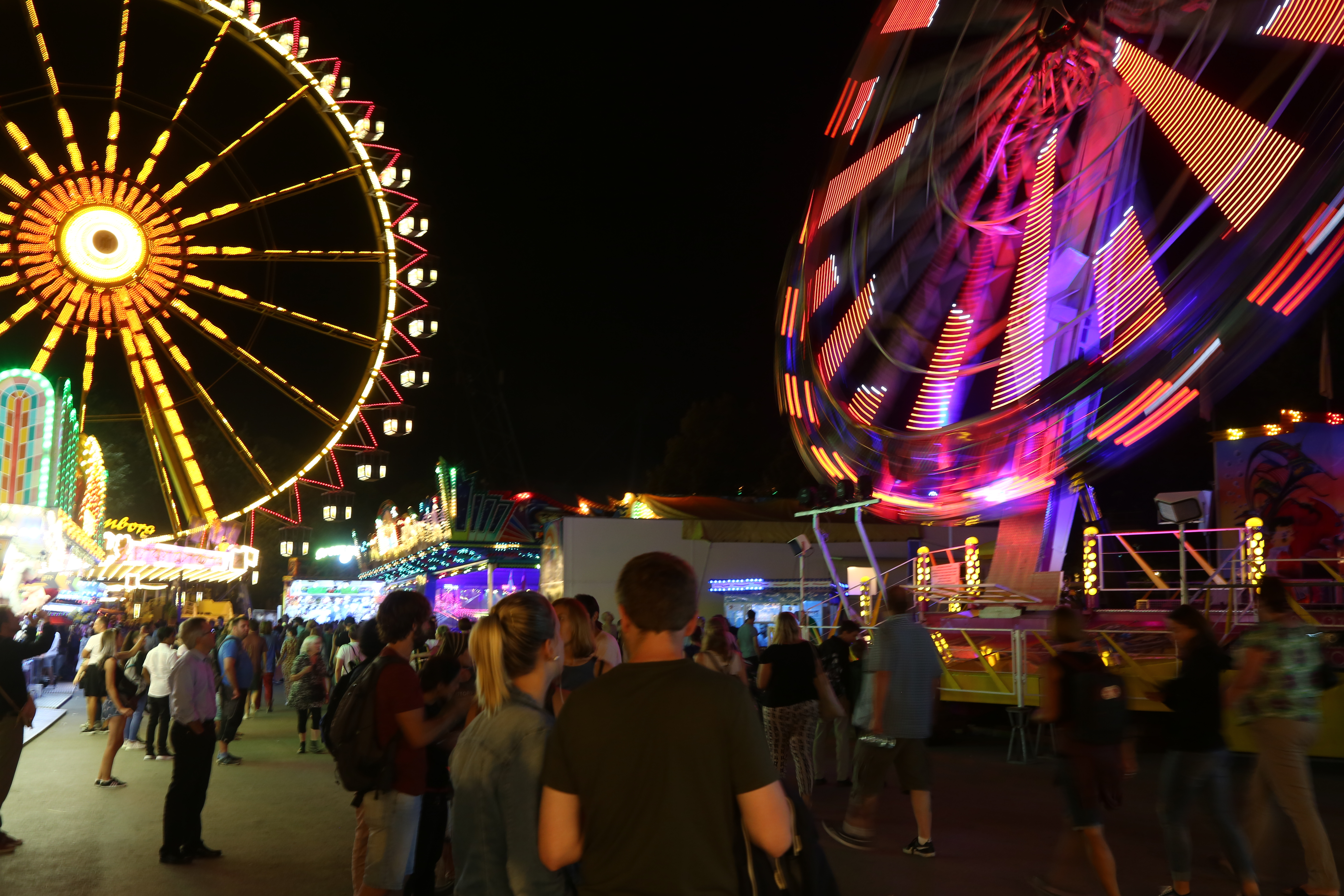
Impark Sommerfest 2018

Das impark Sommerfestival (bis 2008: Olympiapark Sommerfest) ist ein seit 1982 jährlich stattfindendes vierwöchiges Sommerfest im Olympiapark München.

## Beschreibung
Das Fest findet auf dem Coubertinplatz zwischen Olympiahalle und Olympiastadion statt.
Der Anlass für das erste Sommerfestival im Olympiapark war dessen zehnjähriges Jubiläum 1982. Weil es ein so überaus großer Erfolg war, verwandelte die Olympiapark München GmbH das einst als einmalige Geburtstagsparty geplante Fest in ein jährliches Familienfestival zwischen Juli und August. Es bietet Schausteller mit ihren Ständen und Fahrgeschäften, Feinschmeckergasse, Wakeboarding, Open-Air-Konzerte im Amphitheater beim parallel laufenden Theatron-Festival sowie Feuerwerk am Münchner Sommernachtstraum. Das Impark Sommerfestival hat jährlich rund 250.000 Besucher.